# M551 Sheridan
M551 Sheridan – czołg lekki konstrukcji amerykańskiej, opracowany przez firmę Allison Division (filia General Motors), która w 1959 roku otrzymała kontrakt na budowę prototypu nazwanego Armored Reconnaissance Airborne Assault Vehicle (AR/AAV). Prototyp czołgu, oznaczony XM551, wykonano w 1962 roku, a produkcję seryjną rozpoczęto cztery lata później. M551 zastąpiły w armii amerykańskiej czołgi M41 Walker Bulldog i działa samobieżne kalibru 90 mm.

## Historia
Pod koniec lat 60. XX wieku, dowództwo armii amerykańskiej doszło do wniosku, że dotychczas używane czołgi lekkie M41 Walker Bulldog nie spełniają wymogów stawianych przez współczesne pole walki. Uznano, że ich uzbrojenie jest nieskuteczne w starciu z ówczesnymi czołgami podstawowymi. Najprostsze rozwiązanie, polegające na zastosowaniu armaty większego kalibru, było nie do przyjęcia. Pociągało ono za sobą wzrost masy pojazdu. Pogrzebałoby to nadzieje wojskowych na zastosowanie nowego czołgu w roli pojazdu powietrznodesantowego, zrzucanego na spadochronach. Postanowiono więc zastosować nowatorski system artyleryjski, rozwijany od roku 1959. Głównym elementem systemu była armatowyrzutnia, zdolna do strzelania konwencjonalną amunicją, a także do wystrzeliwania przeciwpancernych pocisków kierowanych MGM-51 Shillelagh. Przy wystrzale powodował on nieznaczny odrzut, dlatego działo mogło być umieszczone na bardzo lekkim podwoziu. Dodatkowo kierowany pocisk rakietowy zapewniał dużą skuteczność w zwalczaniu czołgów podstawowych. Posiadał dużą przebijalność pancerza, a także celność na większych odległościach. Wadą był wysoki koszt takiego rodzaju uzbrojenia. Z tego powodu zdecydowano, że nabój z pociskiem odłamkowo-burzącym będzie miał bardziej konwencjonalną konstrukcję. W trakcie prób okazało się, że nowy system sprawia wiele problemów. Podstawowy związany był z zastosowaniem łusek spalających się przy strzale. Ich niedopalone resztki czasami powodowały przedwczesne odpalenie następnego pocisku. Problem ten został później częściowo rozwiązany przez zastosowanie przedmuchiwacza lufy. W maju 1966 czołg został standaryzowany i przyjęty do uzbrojenia. Otrzymał imię po generale wojsk Unii z okresu amerykańskiej wojny secesyjnej, Philipie Sheridanie.

## Opis konstrukcji
Czołg M551 ma przedział kierowania z przodu, napędowy – z tyłu, a bojowy – w środkowej części samonośnego nadwozia. Kadłub wozu wykonano ze spawanych płyt ze stopu aluminium, wieżę zaś – ze spawanych, stalowych płyt pancernych. W strefie czołowej pancerz wytrzymuje uderzenie przeciwpancernego pocisku kalibru do 20 mm, natomiast w pozostałych strefach – kalibru do 14,5 mm.
Uzbrojeniem głównym czołgu jest 152 mm armatowyrzutnia M81, opracowana przez firmę Allison Division. Można z niej wystrzeliwać zarówno przeciwpancerne pociski kierowane MGM-51A Shillelagh, jak i amunicję artyleryjską kalibru 152 mm (o masie naboju 22,2 kg i długości 1100 mm). Armata jest stabilizowana w dwóch płaszczyznach i naprowadzana na cel za pomocą układów elektrycznych.
Shillelagh, zaliczany do przeciwpancernych pocisków kierowanych drugiego pokolenia, jest naprowadzany promieniowaniem podczerwonym, którego emiter zamontowano na obudowie oporopowrotnika armaty. Pocisk, napędzany silnikiem na paliwo stałe, ma masę 26,76 kg, średnicę 151 mm i długość 1155 mm, natomiast jego donośność skuteczna do celów poruszających wynosi 2500 m, a stałych – 3000 m.
Uzbrojenie dodatkowe Sheridana składa się z: 7,62 mm sprzężonego karabinu maszynowego M73, 12,7 mm wielkokalibrowego karabinu maszynowego Browning M2HB (zamontowanego na wieżyczce dowódcy) oraz wyrzutni (2x4) granatów dymnych, umieszczonych po bokach wieży. Z karabinu M2HB można prowadzić ogień jedynie przy otwartym włazie dowódcy. Jest on naprowadzany ręcznie w zakresie kątów od -15° do +75° – w płaszczyźnie pionowej i 360° – poziomej.
W pojazdach zastosowano silnik wysokoprężny Detroit Diesel 6V-53T o mocy 221 kW przy 2800 obr./min. Jest to jednostka sześciocylindrowa, w układzie „V”, dwusuwowa, chłodzona wodą, doładowana, o pojemności skokowej 5,2 dm³. Hydromechaniczny układ napędowy Allison TG-250-2A, wykonany w postaci zintegrowanego bloku, zawiera m.in.: przekładnię hydrokinetyczną ze sprzęgłem blokującym, planetarną skrzynię biegów, rzędy sumujące i hamulce.
W M551 zastosowano układ jezdny, w którym górne gałęzie gąsienic opierają się na kołach nośnych. Składa się on z dziesięciu (2x5) podwójnych kół nośnych, kół napędowych (z tyłu), kół napinających (z przodu) oraz dwóch taśm gąsienicowych. Zawieszenie indywidualne ma wałki skrętne, przy pierwszych i ostatnich kołach nośnych zamontowano natomiast hydrauliczne amortyzatory.
Sheridan jest czołgiem pływającym, napędzanym w wodzie za pomocą gąsienic. W celu zwiększenia jego wyporności do górnych krawędzi kadłuba instaluje się dodatkowe ekrany, wykonane z tworzywa sztucznego, których montaż zajmuje załodze około 5 minut.
Wyposażenie standardowe czołgu obejmuje m.in.: podgrzewacz, wentylator w przedziale bojowym, układ przeciwpożarowy w przedziale napędowym oraz układ ochrony przed bronią masowego rażenia, przy czym podczas pokonywania terenu skażonego załoga musi dodatkowo korzystać z indywidualnych masek przeciwgazowych.
W 1971 roku firma Hughes Aircraft Corporation rozpoczęła produkcję dalmierzy laserowych AN/VVG-1 dla czołgów M551; zamontowano je na zewnętrznej części wieżyczki dowódcy, a zmodernizowane pojazdy oznaczono M551A1.
Na bazie czołgów M551 w latach 1978-1980 wojska lądowe wspólnie z piechotą morską Stanów Zjednoczonych opracowały 10 prototypów niszczycieli czołgów, uzbrojonych w armatę kalibru 75 mm. Ponadto Sheridan posłużył firmie Pacific Car and Foundry Company do opracowania pojazdu prototypowego z niskoprofilową wieżą uzbrojoną w 75 mm automatyczną armatę ARES. Jednak po próbach poligonowych, przeprowadzonych w 1983 roku, zaniechano dalszych prac nad tym wozem.

## Służba
W styczniu 1969 w czołgi typu Sheridan wyposażono oddziały kawalerii pancernej stacjonujące w Wietnamie. Wysłano je tam, aby przetestować nowe wozy w warunkach prawdziwej wojny. Pojazdy nie wzbudziły zachwytu. Krytykowano je za częste awarie w warunkach polowych, słabe uzbrojenie pomocnicze oraz brak odpowiedniej do zwalczania nieprzyjacielskiej piechoty amunicji. Specjalnie na żądanie wojsk w Wietnamie skonstruowano nowy nabój z pociskiem XM625 Beehive (ang. „pszczeli ul”). Pocisk zawierał 9900 niewielkich igieł i okazał się bardzo skuteczny w zwalczaniu nieosłoniętej piechoty. Dokonano także modyfikacji wieżyczki obserwacyjnej dowódcy. Wprowadzono wokół niej pancerną osłonę zwaną crow’s nest (ang. „krucze gniazdo”). Osłaniała ona dowódcę czołgu w czasie prowadzenia ognia z wkm-u M2 kal. 12,7 mm. Czołgi M551  nigdy jednak nie zdobyły sobie pełnego zaufania załóg w Wietnamie. W gęstej dżungli nie były tak ruchliwe jak czołgi M48 Patton. Delikatna amunicja wymagała ciągłej troski. Dużym problemem były wszędobylskie miny. Z powodu trudności z naprawami uszkodzonych pojazdów i brakiem możliwości ewakuacji, były one często wysadzane na miejscu.
Wiele problemów trapiących czołgi Sheridan w gorącym i wilgotnym klimacie Wietnamu zostało rozwiązanych, kiedy przydzielono je jednostkom kawalerii pancernej stacjonującym w Niemczech i USA. Nie występowały tam z taką ostrością problemy z amunicją.
Oprócz kawalerii pancernej, czołgi M551 posiadała też 82 Dywizja Powietrznodesantowa. Ich możliwości zrzutu z samolotu wykorzystywano jednak rzadko. Czołg nie był zrzucany w sposób tradycyjny – na spadochronie. Wykorzystywano w tym celu zestaw LAPES. Przewożony w ładowni samolotu pojazd zamocowany był pasami do fibrowej palety. Podczas niskiego i wolnego przelotu nad strefą lądowania otwierano spadochrony hamujące, które wyciągały pojazd z ładowni. Paleta przejmowała większość energii uderzenia o ziemię. Załoga lądowała oddzielnie na spadochronach.
W 1978 czołgi M551 wycofano z jednostek kawalerii pancernej. Jedynymi oddziałami, które je zachowały, były 4./64 Batalion Pancerny w 82 DPdes oraz szwadron pancerny Gwardii Narodowej stanu Arkansas. Zostały one zastosowane bojowo w 1989 w Panamie oraz w 1991 w czasie operacji Desert Storm w misjach zwiadowczych 82 dywizji. W Iraku miało miejsce jedyne zastosowanie pocisku Shillelagh w warunkach bojowych. Odnotowano zniszczenie jednego czołgu Typ 59 (chińska licencyjna kopia T-54). Po zakończeniu wojny czołgi zostały ostatecznie wycofane.
Od początku lat 80. XX wieku czołgi Sheridan były wykorzystywane przez National Training Center w Fort Irwin w Kalifornii. Po wyposażeniu w nadwozia z włókien szklanych, imitowały tam sowiecki sprzęt pancerny.